# Keila (Estônia)
Keila (em alemão:  Kegel) é uma cidade no noroeste da Estônia, na região de Harjumaa. É também o centro administrativo do concelho rural de Keila Parish.
Segundo o censo de 2009, a sua população era de 9 873 habitantes. A população era composta por 82,8% de estonianos, 12,1% russos, 1,8% ucranianos, 0,9% finlandeses, 0,7% bielorrussos, 0,2% lituanos, 0,1% polacos e 0,1% alemães.

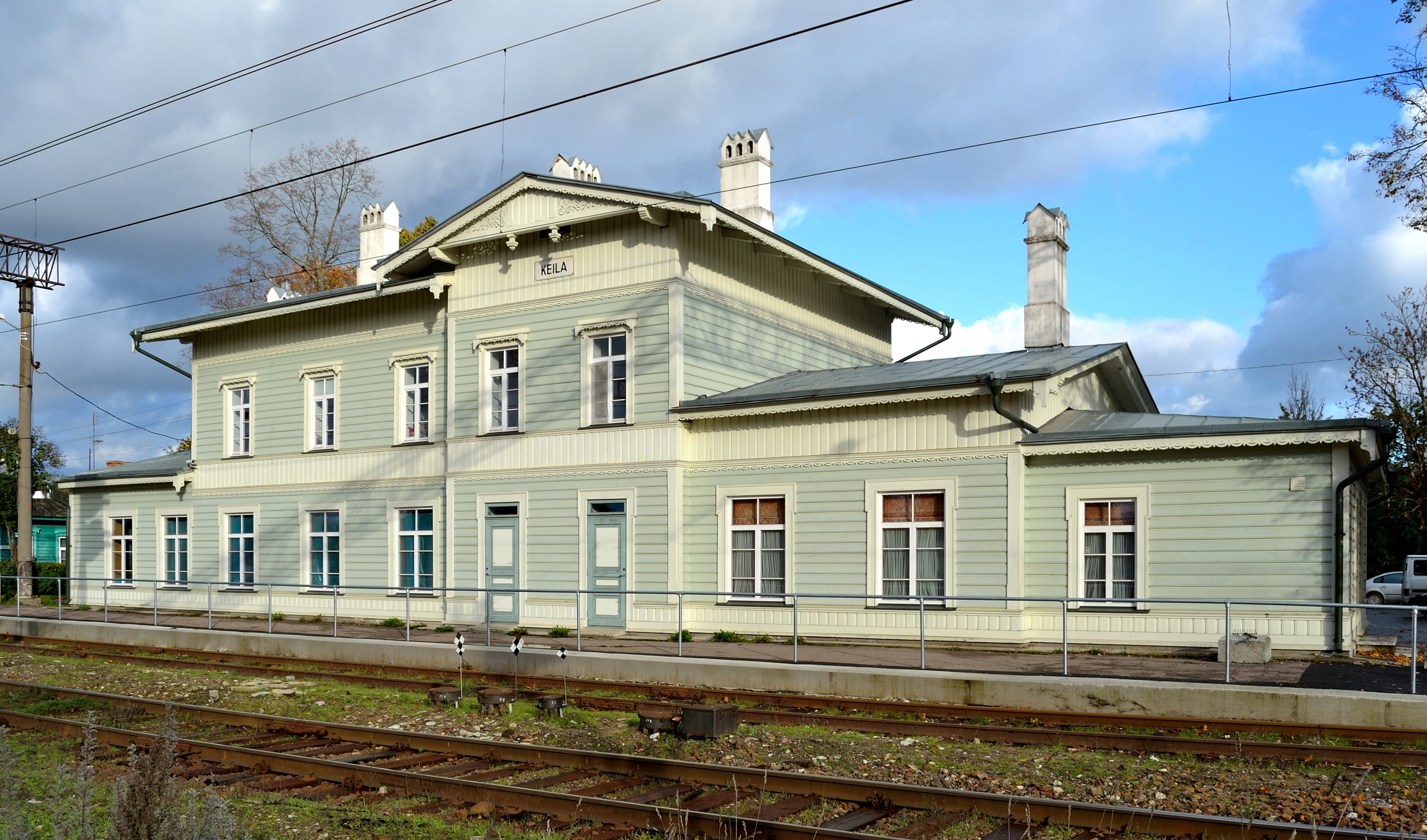
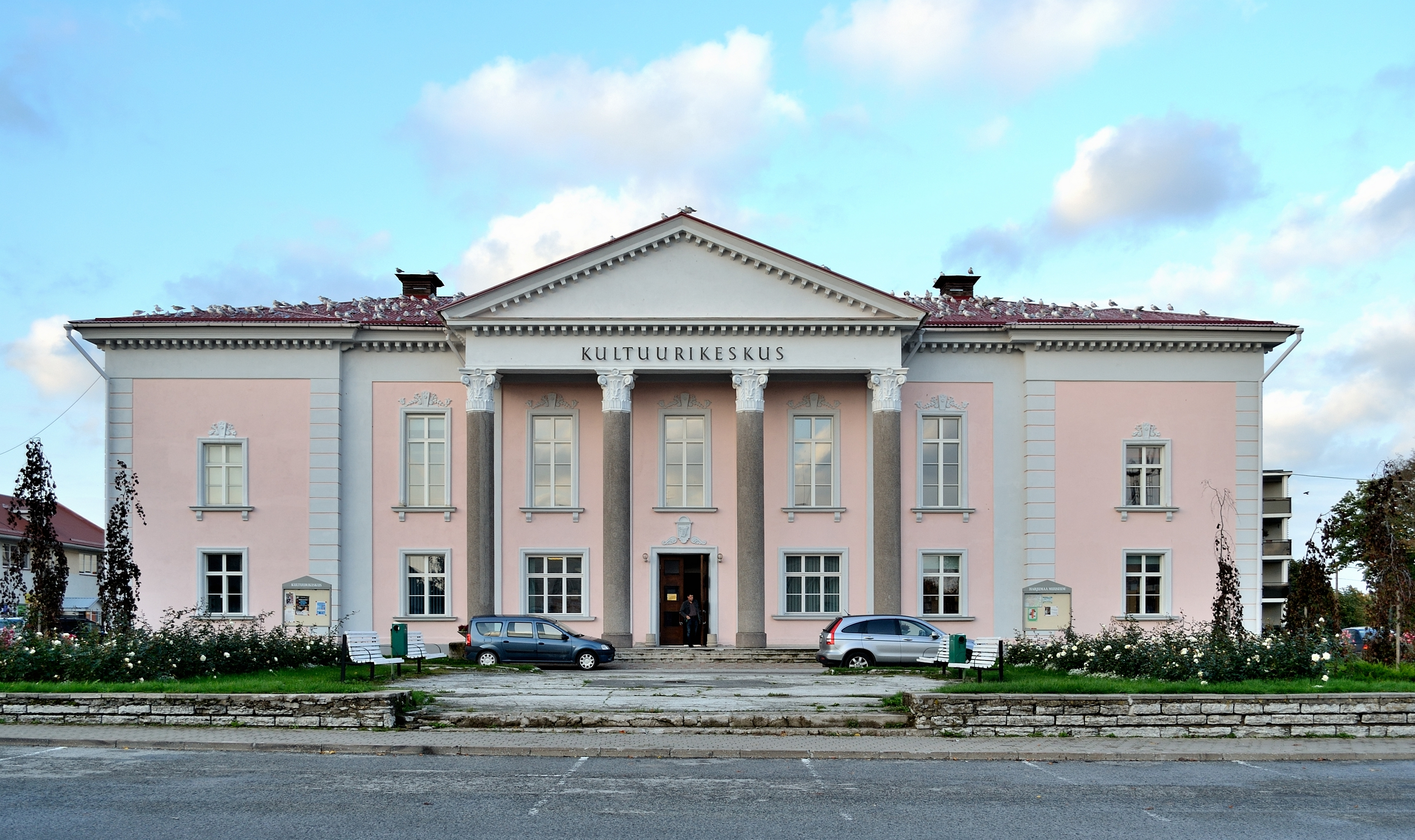
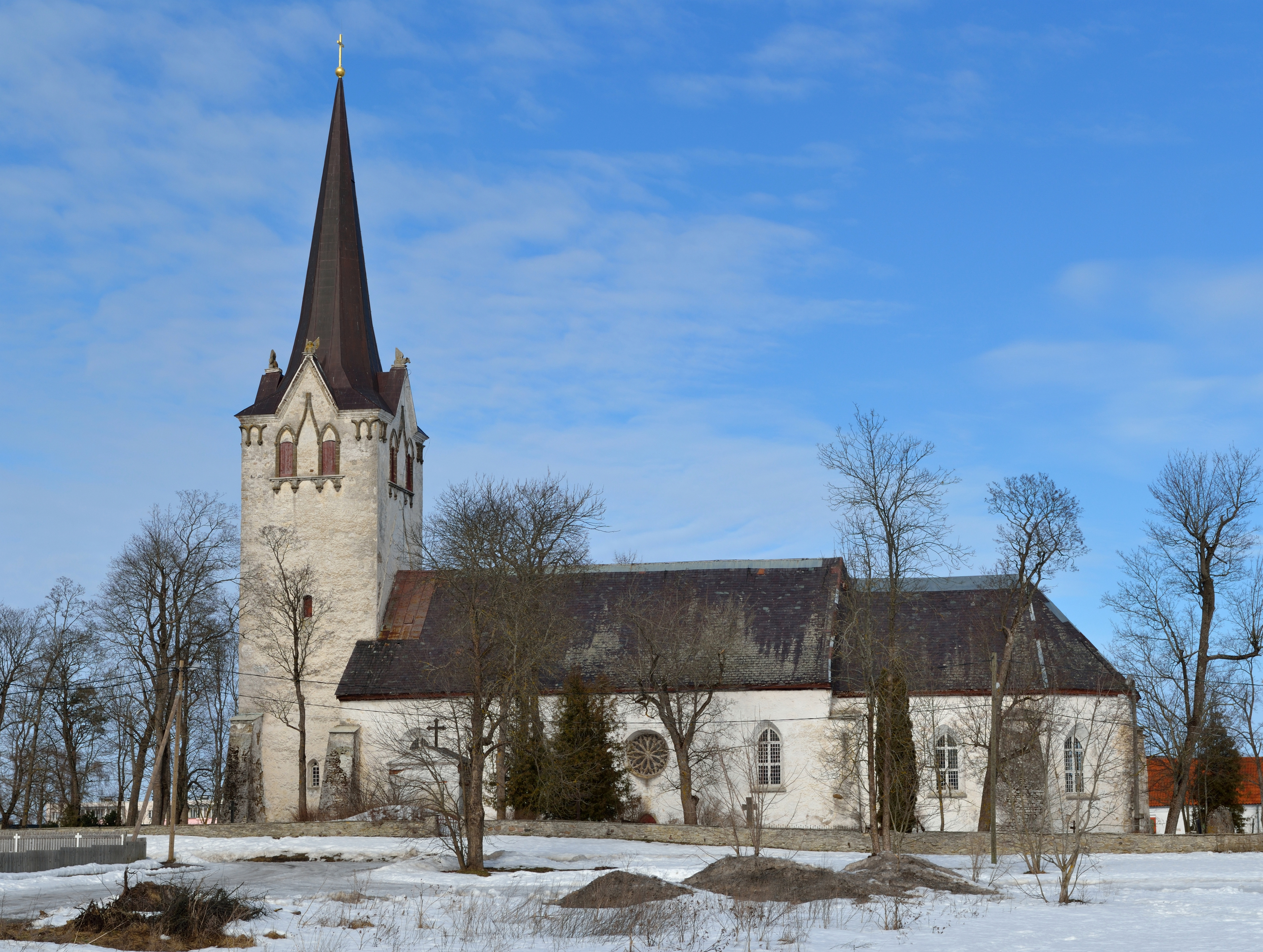
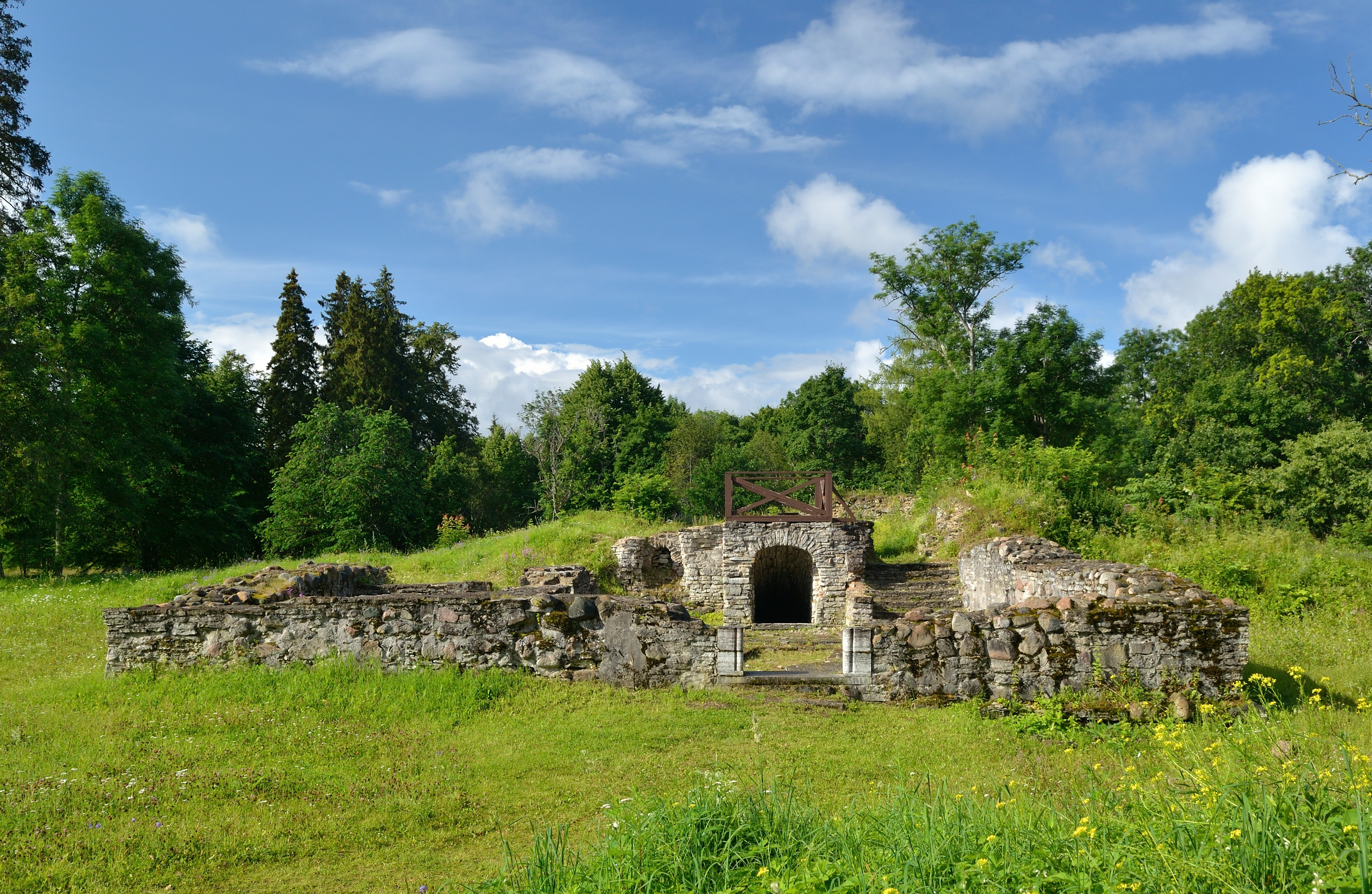
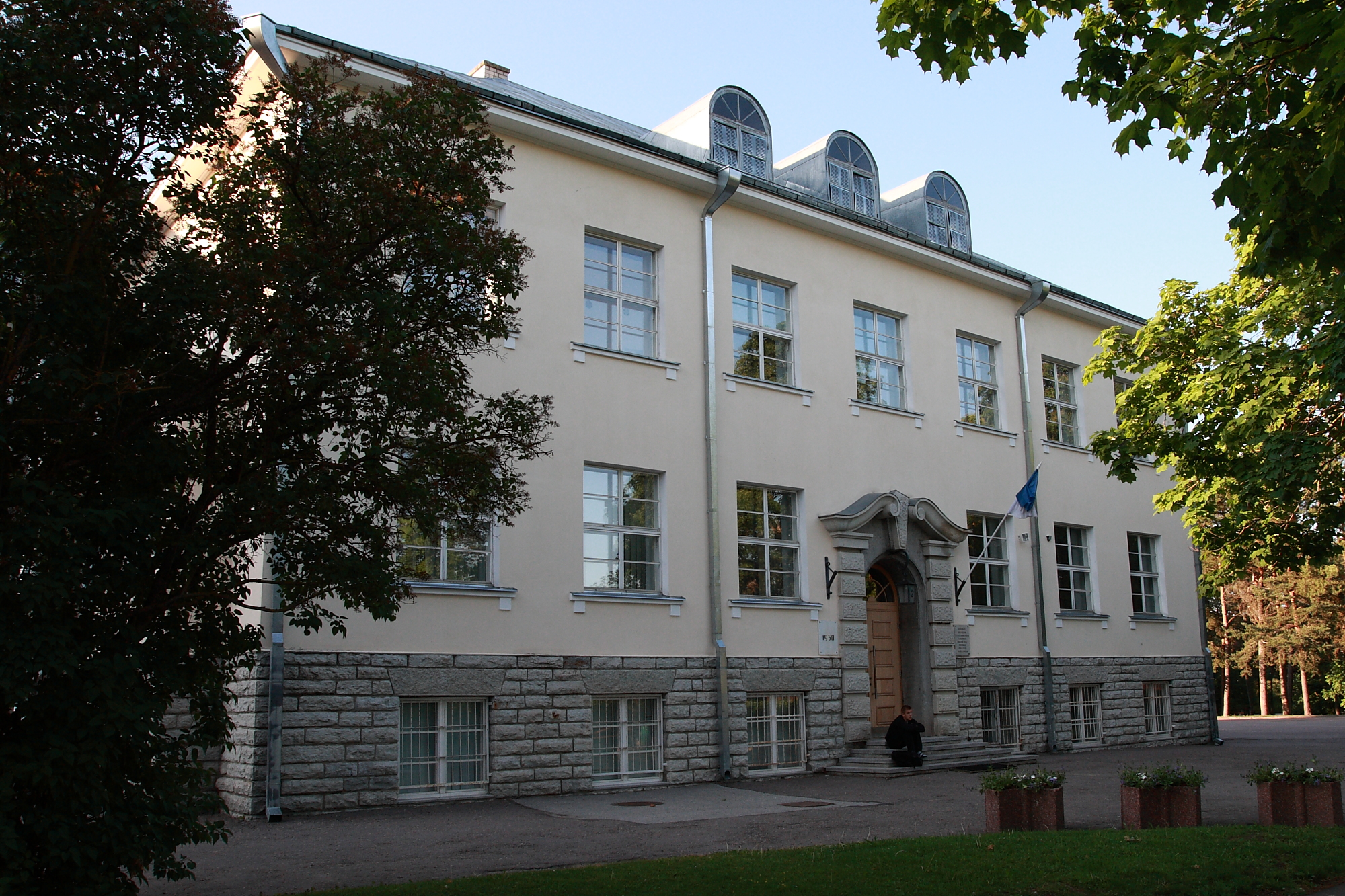
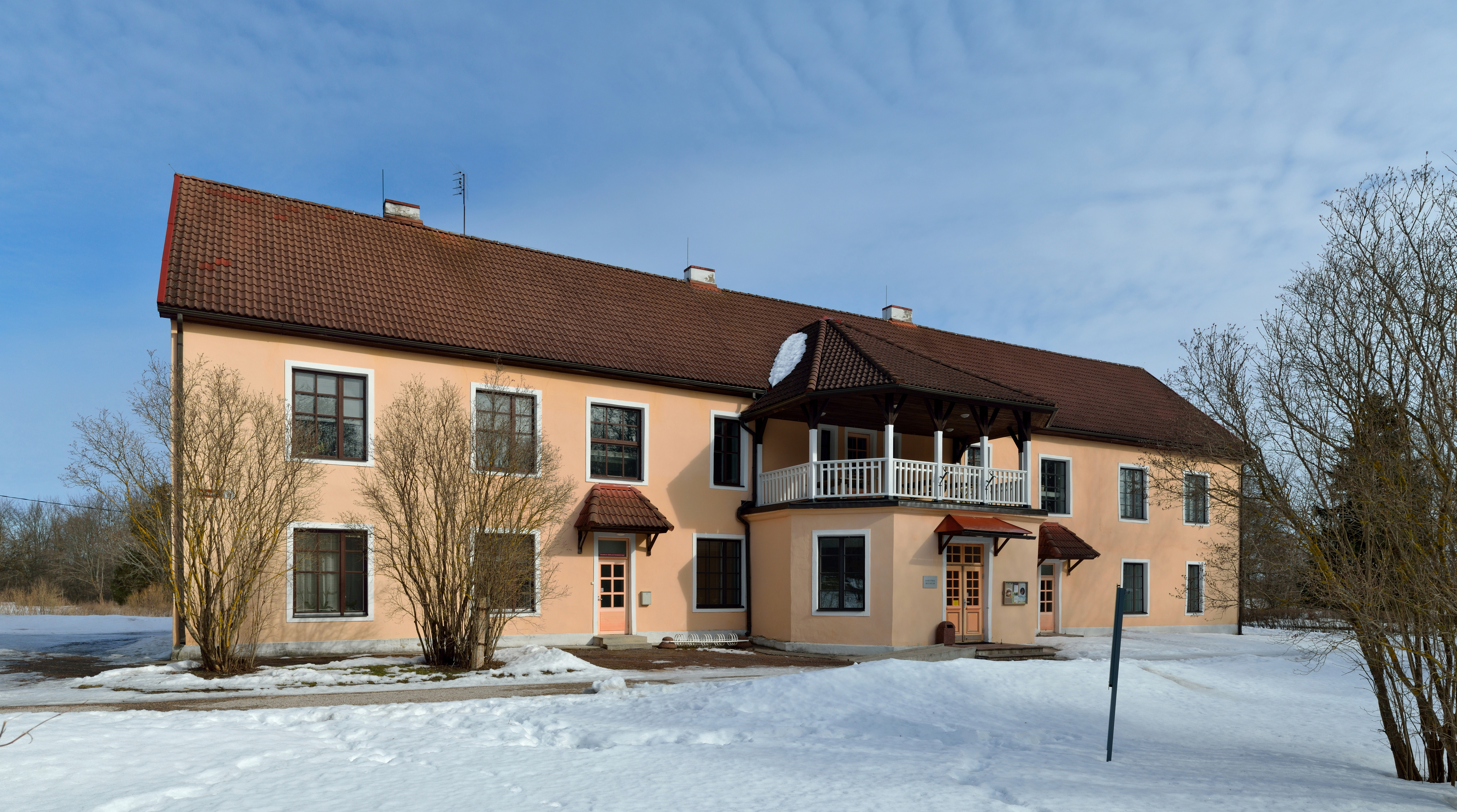
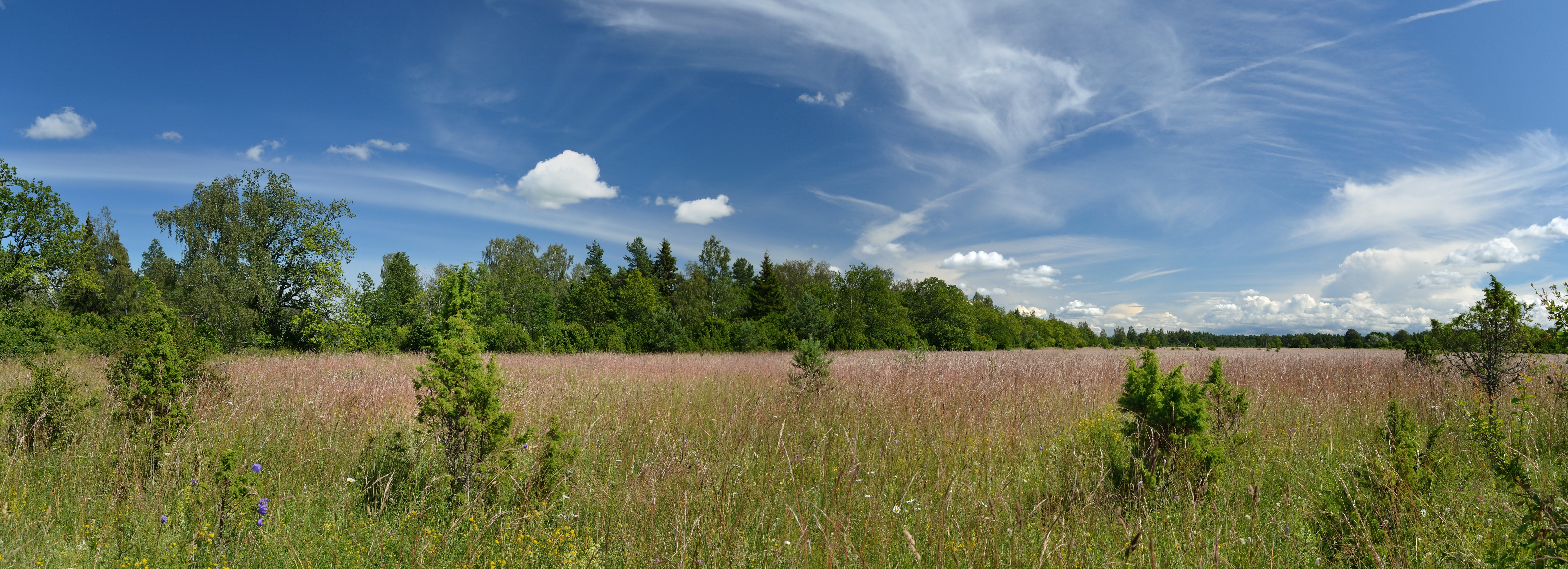
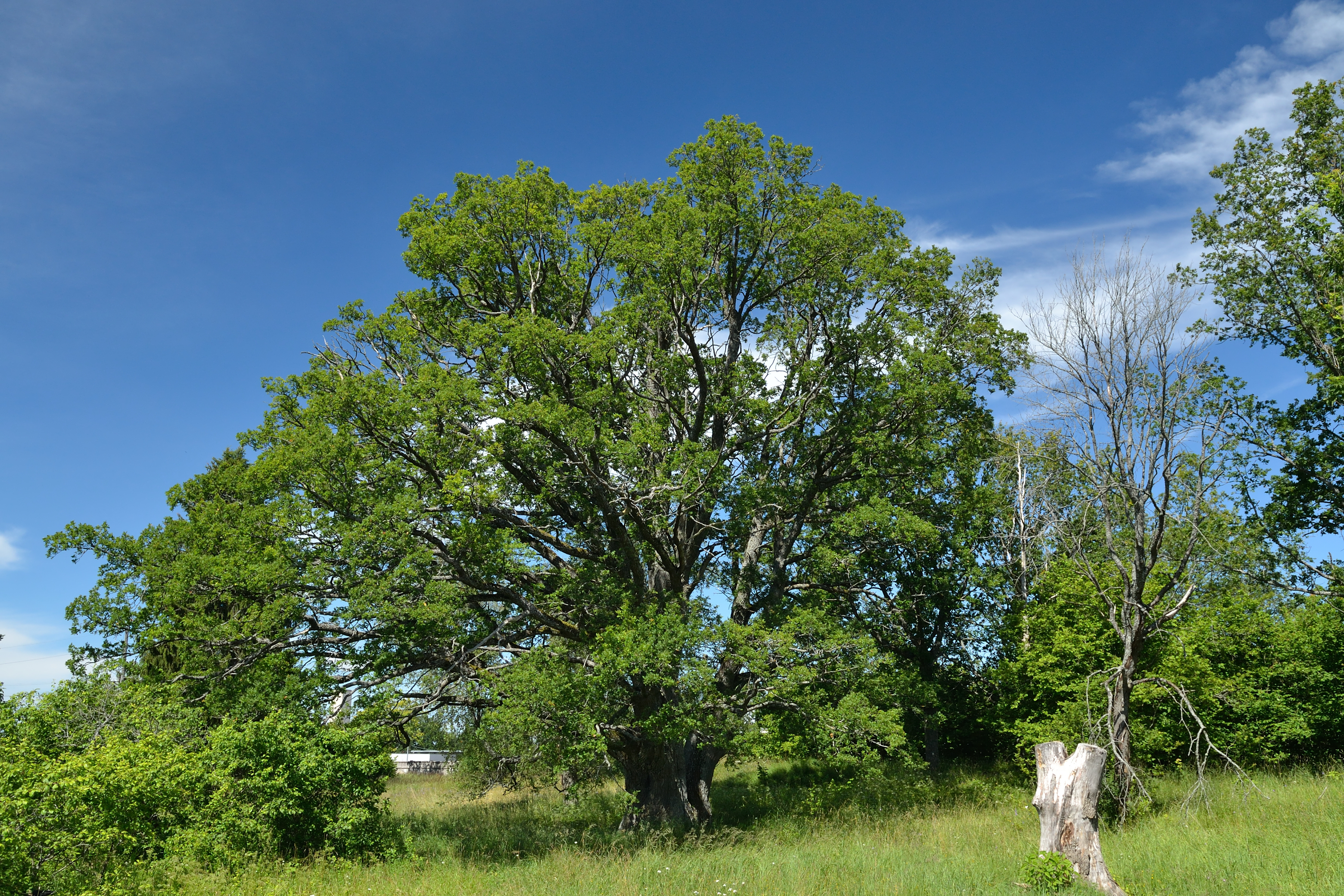

## Cidades irmãs
- Chiatura, Geórgia
- Nacka, Suécia
- Huittinen, Finlândia
- Barsbüttel, Alemanha
- Sigulda, Letónia
- Birštonas, Lituânia
- Nieuwegein, Países Baixos